# Constituição material
Constituição material, em direito, é o conjunto de regras, escritas ou não, que definem a estrutura das relações de poder de um país e o sistema de garantias dos seus cidadãos.
Não precisa ser necessariamente escrita, assim como seu conteúdo pode estar disperso em diversos documentos. É modificável por processos e formalidades ordinárias e por vezes independentemente de qualquer processo legislativo formal (através de novos costumes e entendimentos jurisprudenciais).
Diferencia-se da constituição formal, que é necessariamente escrita. A diferença entre Constituição em sentido formal e Constituição em sentido material tem relevância prática no tocante ao tema da alterabilidade da Constituição e ao controle de constitucionalidade no direito brasileiro